# Harphool Gulia
Harphool Gulia (ur. 22 marca 1992) – indyjski zapaśnik startujący w stylu wolnym. Zajął szesnaste miejsce na mistrzostwach świata w 2017. Siódmy na mistrzostwach Azji w 2017. Mistrz Wspólnoty Narodów w 2016. Ósmy w Pucharze Świata w 2017 roku.